# Lincoln Rhyme
Lincoln Rhyme è un personaggio di alcuni romanzi di Jeffery Deaver, primo tra tutti Il collezionista di ossa. Criminologo di fama mondiale, ha lavorato per anni per la Polizia di New York e ha contribuito a creare il PERT (Physical Evidence Research Team) dell'FBI.

## Il personaggio
Divorziato, la sua vita è cambiata drasticamente dopo un incidente avvenuto durante l'esame di una scena del crimine in un cantiere, dove una trave di quercia gli è caduta addosso lasciandolo vivo, ma rompendogli la quarta vertebra cervicale e rendendolo un tetraplegico C4 incapace di svolgere direttamente le mansioni perché paralizzato. A causa del suo sfortunato incidente lascia il lavoro di criminalista e si stabilisce al secondo piano di una casa in stile gotico nell'Upper West Side in New York, accudito dall'assistente Thom che lo aiuta nella vita di tutti i giorni. La camera da letto è la stanza in cui Ryhme passa la maggior parte del tempo, ha le finestre che danno su Central Park e diventa il laboratorio attrezzato per le sue indagini a partire da quella del collezionista d'ossa. Rhyme è stanco di vivere sulle spalle altrui ed è seriamente intenzionato al suicidio, ma verrà poi dissuaso dalla sua idea.
All'interno delle opere dello scrittore, viene raccontata direttamente la seconda fase della sua vita, a partire da quando il tenente Lon Sellitto lo richiama all'opera durante la vicenda del collezionista di ossa, alla caccia di un criminale che uccide e tortura le proprie vittime. In quell'occasione conoscerà anche l'agente Amelia Sachs, che sostituirà le sue gambe e le sue braccia inerti, diventando sua compagna durante le indagini e nella vita.

## Romanzi
Rhyme è presente nei seguenti romanzi:
1. Il collezionista di ossa (The Bone Collector, 1997, Sonzogno, 1998 - Bur, 2002, ISBN 88-454-2261-5)
2. Lo scheletro che balla (The Coffin Dancer, 1998, Sonzogno, 1999 - Bur, 2003, ISBN 88-454-2427-8)
3. La sedia vuota (The Empty Chair, 2000, Sonzogno, 2000 - Bur, 2004, ISBN 88-454-1168-0)
4. La scimmia di pietra (The Stone Monkey, 2002, Sonzogno, 2002 - Bur, 2006, ISBN 88-454-2253-4)
5. L'uomo scomparso (The Vanished Man, 2003, Sonzogno, 2003 - Bur, 2007, ISBN 88-454-2418-9)
6. La dodicesima carta (The Twelfth Card, 2005, Sonzogno, 2005 - Bur, 2008, ISBN 88-454-1245-8)
7. La luna fredda (The Cold Moon, 2006, Sonzogno, 2006 - Bur, 2009, ISBN 88-454-1337-3)
8. La finestra rotta (The Broken Window, 2008, Rizzoli, 2008 - Bur, 2009, ISBN 978-88-17-02173-9)
9. Il filo che brucia (The Burning Wire, 2010, Rizzoli, 2010, ISBN 978-88-17-04076-1)
10. La stanza della morte (The Kill Room,2013, Rizzoli, 2013, ISBN 978-88-17-06617-4)
11. L'ombra del collezionista (The Skin Collector, 2014, Rizzoli, 2014, ISBN 978-88-17-07746-0)
12. Il re dei morti (The Deliveryman, 2016, Rizzoli, 2018, ISBN 978-88-17-09278-4, racconto)
13. Il bacio d'acciaio (The Steel Kiss, 2016, Rizzoli, 2018, ISBN 978-88-17-10241-4)
14. Il valzer dell'impiccato (The Burial Hour, 2017, Rizzoli, 2018, ISBN 978-88-17-10147-9)
15. Il taglio di Dio (The Cutting Edge, 2018, Rizzoli, 2018, ISBN 978-88-17-10174-5)
16. Il visitatore notturno (The Midnight Lock, 2021 - Rizzoli, 2021. ISBN 9788817160148 / 9788831805469)
17. La mano dell'orologiaio (The Watchmaker's Hand, 2023 - Rizzoli, 2024) ISBN 9788817186544

| Controllo di autorità | J9U (EN, HE) 987007291758205171 |